# Cordioideae
Cordioideae — підродина квіткових рослин родини шорстколисті (Boraginaceae). Містить понад 300 видів у трьох родах.

## Поширення
Представники триби мають переважно тропічний розподіл. Найбільше біорізноманіття ця підродина має в неотропіках.

## Опис
Вічнозелені або листопадні напівчагарники, чагарники, дерева, рідко однорічні трав'янисті рослини або ліани. Листки чергові, протилежні, черешкові або сидячі, вкриті волосками. Край листя гладкий або зазубрений, пилчастий, рідко лопатевий. 

## Роди
- Coldenia L.
- Cordia L.
- Saccellium Humb. & Bonpl.[1]